# Andy Turner
Andrew Steven Malcolm Turner, detto Andy (Nottingham, 19 settembre 1980), è un ex ostacolista britannico, campione europeo dei 110 metri ostacoli a Barcellona 2010.
Vanta anche una medaglia di bronzo mondiale a Taegu 2011.

## Palmarès
| Anno                                | Manifestazione          | Sede       | Evento   | Risultato        | Prestazione | Note |
| ----------------------------------- | ----------------------- | ---------- | -------- | ---------------- | ----------- | ---- |
| In rappresentanza del Regno Unito   |                         |            |          |                  |             |      |
| 2004                                | Giochi olimpici         | Atene      | 110 m hs | Batteria         | 13"75       |      |
| 2006                                | Europei                 | Göteborg   | 110 m hs | Bronzo           | 13"52       |      |
| 2007                                | Europei indoor          | Birmingham | 60 m hs  | 4º               | 7"67        |      |
| 2007                                | Mondiali                | Osaka      | 110 m hs | Semifinale       | 13"38       |      |
| 2008                                | Giochi olimpici         | Pechino    | 110 m hs | Quarti di finale | 13"53       |      |
| 2009                                | Europei indoor          | Torino     | 60 m hs  | 4º               | 7"62        |      |
| 2009                                | Mondiali                | Berlino    | 110 m hs | Batteria         | 13"73       |      |
| 2010                                | Europei                 | Barcellona | 110 m hs | Oro              | 13"28       |      |
| 2011                                | Mondiali                | Taegu      | 110 m hs | Bronzo           | 13"44       |      |
| 2012                                | Giochi olimpici         | Londra     | 110 m hs | Semifinale       | 13"42       |      |
| 2014                                | Europei                 | Zurigo     | 110 m hs | Semifinale       | 13"58       |      |
| In rappresentanza dell' Inghilterra |                         |            |          |                  |             |      |
| 2006                                | Giochi del Commonwealth | Melbourne  | 110 m hs | Bronzo           | 13"62       |      |
| 2010                                | Giochi del Commonwealth | Delhi      | 110 m hs | Oro              | 13"38       |      |
| 2014                                | Giochi del Commonwealth | Glasgow    | 110 m hs | Batteria         | dq          |      |

## Altre competizioni internazionali
2006
- Argento in Coppa Europa ( Malaga), 110 m hs - 13"47

2008
- 7º alla World Athletics Final ( Stoccarda), 110 m hs - 13"68

2009
- Oro agli Europei a squadre ( Leiria), 110 m hs - 13"42
- 5º alla World Athletics Final ( Salonicco), 110 m hs - 13"57

2010
- Oro agli Europei a squadre ( Bergen), 110 m hs - 13"48
- Argento in Coppa continentale ( Spalato), 110 m hs - 13"48